# Snappertuna
Snappertuna, est une ancienne municipalité du sud de la Finlande, dans la région d'Uusimaa.
La commune a été absorbée en grande partie par Ekenäs et pour le reste par Karis en 1977.